# Anomura
Gli anomuri (Anomura MacLeay, 1838) sono un infraordine di crostacei decapodi.

## Distribuzione e habitat
Sono diffusi in tutti gli oceani.

## Descrizione
Come tutti i decapodi gli anomuri hanno 10 pereiopodi, di cui il quinto paio di dimensioni molto ridotte.

## Tassonomia
- superfamiglia Aegloidea Dana, 1852
  - famiglia Aeglidae Dana, 1852
- superfamiglia Chirostyloidea Ortmann, 1892
  - famiglia Chirostylidae Ortmann, 1892
  - famiglia Eumunididae A. Milne Edwards & Bouvier, 1900
  - famiglia Kiwaidae Macpherson, Jones & Segonzac, 2005
- superfamiglia Galatheoidea Samouelle, 1819
  - famiglia Galatheidae Samouelle, 1819
  - famiglia Munididae Ahyong, Baba, Macpherson, Poore, 2010
  - famiglia Munidopsidae Ortmann, 1898
  - famiglia Porcellanidae Haworth, 1825
- superfamiglia Hippoidea Latreille, 1825
  - famiglia Albuneidae Stimpson, 1858
  - famiglia Blepharipodidae Boyko, 2002
  - famiglia Hippidae Latreille, 1825
- superfamiglia Lithodoidea Samouelle, 1819
  - famiglia Hapalogastridae Brandt, 1850
  - famiglia Lithodidae Samouelle, 1819
- superfamiglia Lomisoidea Bouvier, 1895
  - famiglia Lomisidae Bouvier, 1895
- superfamiglia Paguroidea Latreille, 1802
  - famiglia Coenobitidae Dana, 1851
  - famiglia Diogenidae Ortmann, 1892
  - famiglia Paguridae Latreille, 1802
  - famiglia Parapaguridae Smith, 1882
  - famiglia Pylochelidae Bate, 1888
  - famiglia Pylojacquesidae McLaughlin & Lemaitre, 2001